# Baranów (Busko)
Pour les articles homonymes, voir Baranów.
Baranów est une localité polonaise de la gmina de Busko-Zdrój, située dans le powiat de Busko en voïvodie de Sainte-Croix.